# Municipio de Napoleon (Míchigan)
El municipio de Napoleon (en inglés: Napoleon Township) es un municipio ubicado en el condado de Jackson en el estado estadounidense de Míchigan. En el año 2010 tenía una población de 6776 habitantes y una densidad poblacional de 83,3 personas por km².

## Geografía
El municipio de Napoleon se encuentra ubicado en las coordenadas 42°10′32″N 84°17′48″O / 42.17556, -84.29667. Según la Oficina del Censo de los Estados Unidos, el municipio tiene una superficie total de 81.35 km², de la cual 74.95 km² corresponden a tierra firme y (7.87%) 6.4 km² es agua.

## Demografía
Según el censo de 2010, había 6776 personas residiendo en el municipio de Napoleon. La densidad de población era de 83,3 hab./km². De los 6776 habitantes, el municipio de Napoleon estaba compuesto por el 97% blancos, el 0.58% eran afroamericanos, el 0.3% eran amerindios, el 0.34% eran asiáticos, el 0.04% eran isleños del Pacífico, el 0.38% eran de otras razas y el 1.36% pertenecían a dos o más razas. Del total de la población el 2.21% eran hispanos o latinos de cualquier raza.